# Acacia haematoxylon
Acacia haematoxylon är en ärtväxtart som beskrevs av Carl Ludwig von Willdenow. Acacia haematoxylon ingår i släktet akacior, och familjen ärtväxter. Inga underarter finns listade i Catalogue of Life.